# Ural-375
Der Ural-375 (russisch Урал-375) ist ein allradgetriebener sowjetischer Lastkraftwagen in Haubenlenkerbauweise mit der Antriebsformel 6×6, der im Uralski Awtomobilny Sawod hergestellt wurde. Er war im RGW-Gebiet weit verbreitet und unterhalb des KrAZ-255 angesiedelt. Das Fahrzeug wurde in diversen Varianten gebaut, wobei die bekannteste, der Ural-375D, auch in größeren Stückzahlen zur NVA der DDR kam.

## Fahrzeuggeschichte

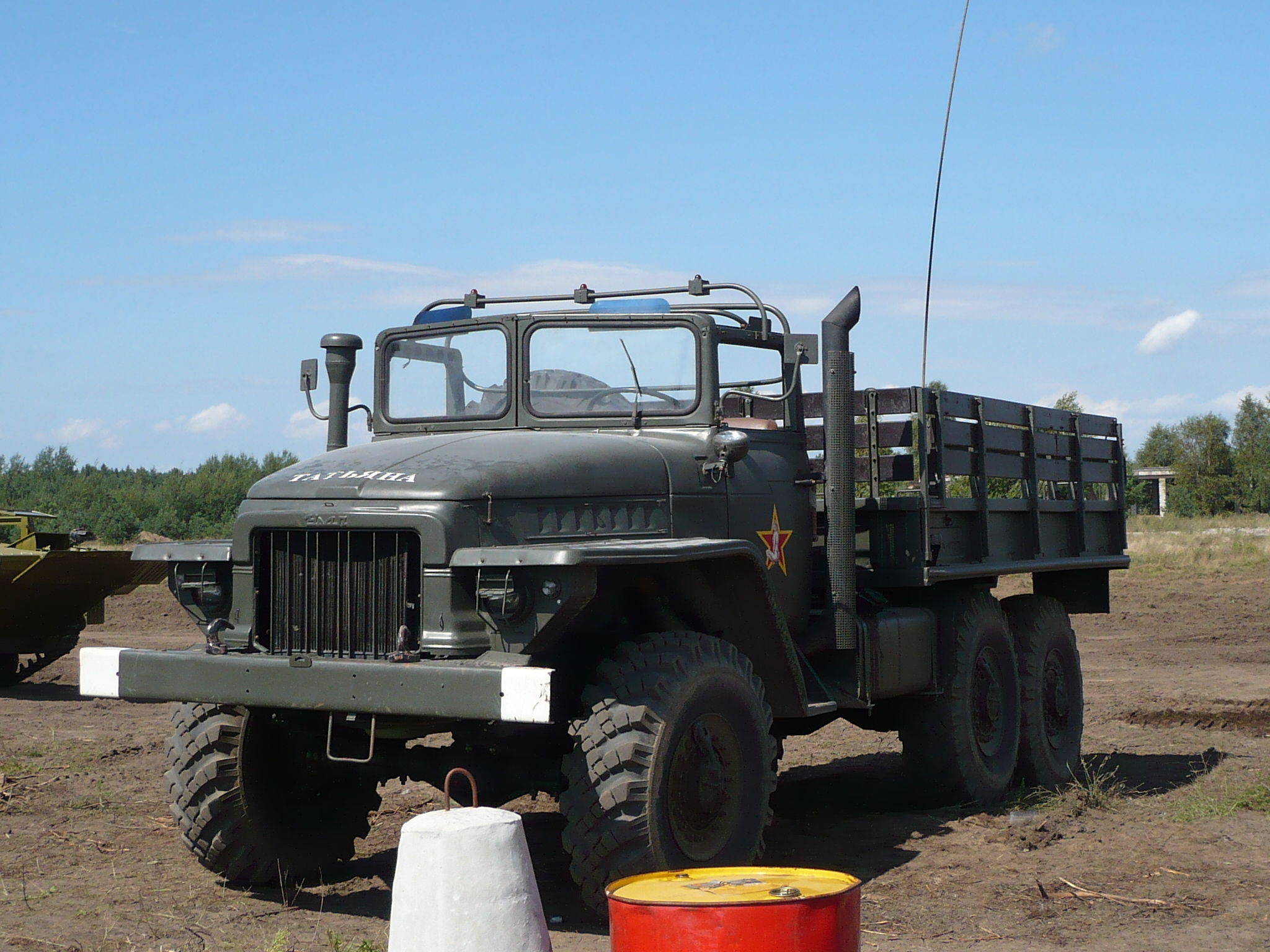
Ural-375 der ersten Ausführung

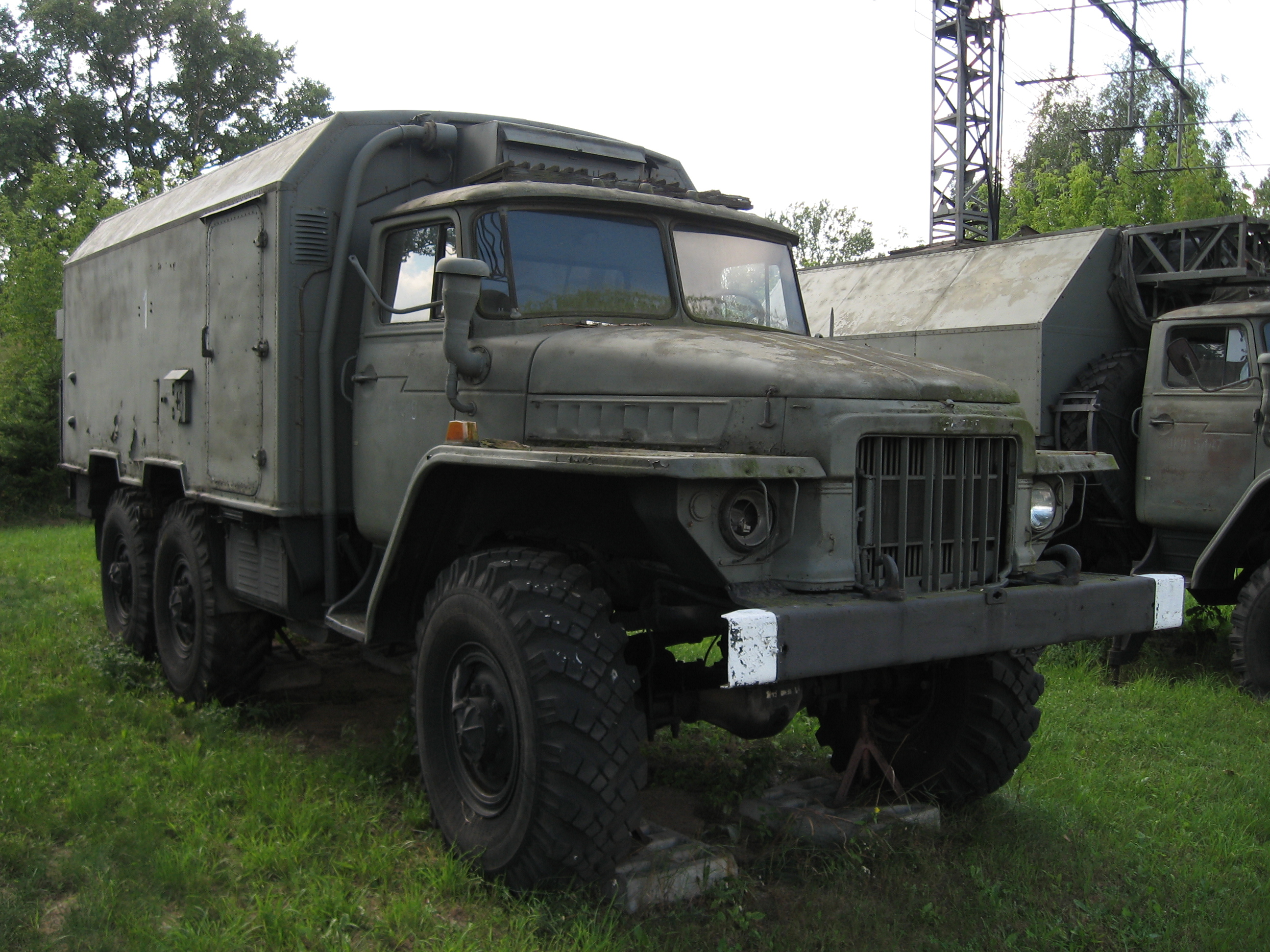
Ein Ural-375A aus den ehemaligen Beständen der polnischen Armee. Deutlich zu erkennen: Das Ersatzrad befindet sich nicht an der üblichen Stelle hinter dem Fahrerhaus (2010)

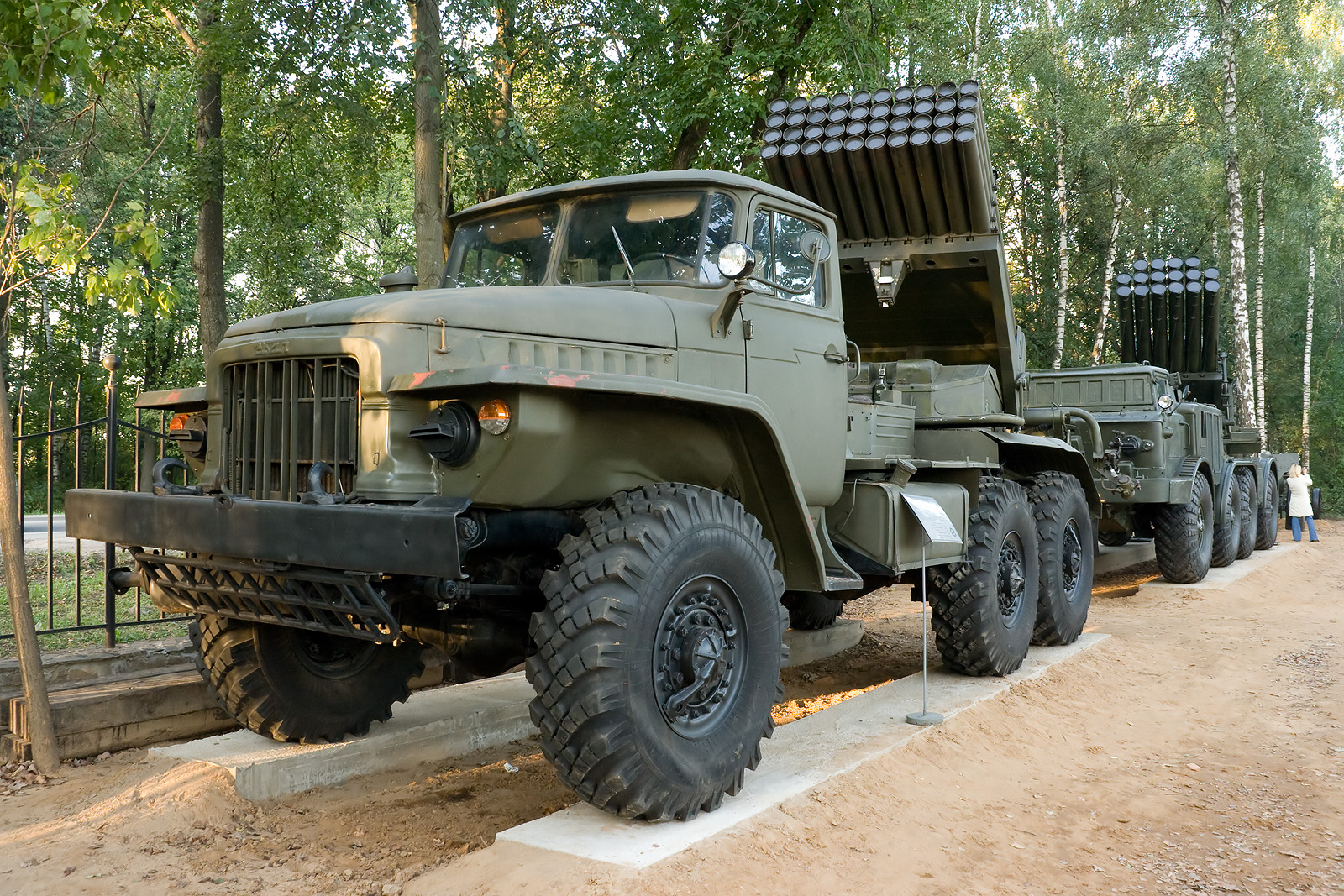
Ural-375D mit Mehrfachraketenwerfersystem BM-21

Erste Ideen zur Entwicklung eines stark geländegängigen Militärlastwagens gab es in der Sowjetunion bereits 1953. Damals formulierte das Verteidigungsministerium eine ganze Reihe von Kriterien, die das neue Fahrzeug zu erfüllen hatte. Diese wurden an das Fahrzeugbauinstitut NAMI in Moskau mit dem Auftrag gegeben, entsprechende Versuchsmuster zu entwickeln. Ziel war es auch, die Lücke zwischen dem kleineren ZIS-151 und dem größeren JaAZ-214 beziehungsweise KrAZ-214 zu schließen.
Unter der Leitung des Ingenieurs M. I. Korotonoschko wurde daraufhin bis 1956 der NAMI-020 gebaut. Tatsächlich wurde eine ganze Lastwagenfamilie entworfen, wobei Modelle mit zwei (Antriebsformel 4×4), drei (6×4 und 6×6) und vier Achsen (8×4 und 8×8) entstanden. Zur Massenproduktion genehmigt wurde aber letztlich nur die Version mit drei Achsen.
Bis 1958 waren die umfangreichen Erprobungen der Versuchsfahrzeuge bei NAMI abgeschlossen. Sämtliche Dokumente und Funktionsmuster gingen an das Uralski Awtomobilny Sawod imeni Stalina (ab 1961 Uralski Awtomobilny Sawod), wo letzte Arbeiten abgeschlossen wurden. Insbesondere wurden die verwendeten Reifen vergrößert und kleinere Modifikationen am Allradantrieb vorgenommen. Auch erhielt das Fahrzeug seine endgültige Bezeichnung: Ural-375. Im Frühjahr 1959 erfolgten weitere Tests mit den überarbeiteten Prototypen, wobei auch Fahrzeuge vom Typ Ural-375T entstanden. Diese waren mit komplett klappbaren Bordwänden und einer höheren Nutzlast besonders für militärische Transportaufgaben vorgesehen. Es wurden verschiedene Fahrerhäuser erprobt, teilweise erhielten die Fahrzeuge eine klappbare Windschutzscheibe.
Die Serienproduktion der Lastwagen begann im November 1960, wobei die ersten zehn kompletten Fahrzeuge das Werk am 31. Januar 1961 verließen. NAMI prüfte auch diese Lkw ausführlich und bestätigte später, dass alle geplanten Forderungen an die Konstruktion eingehalten wurden. Bis 1964 wurden ausschließlich Fahrzeuge vom Typ Ural-375 gebaut, die noch ein Wetterverdeck aus Segeltuch als Dach hatten. Ab diesem Jahr kam der Ural-375D in die Serienfertigung, dessen Fahrerhaus komplett aus Metall konstruiert ist. Etwa zur gleichen Zeit erschien mit dem Ural-377 eine zivile Version ohne Allradantrieb. Diese wurden von Beginn an ab Werk für den Einsatz in Sibirien und anderen abgelegenen Regionen ausschließlich mit orangefarben lackierter Fahrerkabine ausgestattet, um Fahrzeuge aus der Luft besser orten zu können. Dies war bei Pannen oder Havarien fernab der Zivilisation überlebenswichtig.
Die mögliche Fahrstrecke unter schweren Geländebedingungen bis zur ersten Generalüberholung konnte im Laufe der 1960er Jahre von 60.000 auf 150.000 km vergrößert werden. Jedes einzelne produzierte Fahrzeug verließ das Werk erst nach Absolvierung einer 50-km-Kontrollstrecke.
Im Jahr 1977 erschien mit dem Ural-4320 ein deutlich wirtschaftlicherer Nachfolger des Modells mit modernem Dieselmotor. Trotzdem wurden der Ural-375D und der Ural-4320 viele Jahre parallel gebaut – besonders in Gebieten mit vorherrschend sehr niedrigen Temperaturen bietet der Ottomotor einige Vorteile gegenüber dem Dieselmotor.
1982 wurde die Fahrzeugfamilie um den Ural-375D noch einmal überarbeitet. Die so entstandenen Modelle wurden bis in die frühen 1990er-Jahre gebaut, dann die Produktion schrittweise zurückgefahren. Da es aufgrund eines Großbrandes beim Motorenzulieferer KamAZ 1993 zu Engpässen bei der Lieferung von Dieselmotoren für den Ural-4320 kam, wurde die Produktion etwas später als geplant eingestellt. Zu diesem Zeitpunkt wurde aber schon nicht mehr die gesamte Bandbreite von Modellen gebaut.

## Militärische Bedeutung
Der Ural-375D war eines der Standardfahrzeuge der Sowjetarmee und spielte in diversen weiteren Armeen des ehemaligen Ostblocks eine wichtige Rolle als Transportfahrzeug.
Eine erhebliche Anzahl Ural-375 und insbesondere Ural-375D fanden sich auch in der Nationalen Volksarmee der DDR wieder. Da der IFA G5 nicht weiter produziert wurde, entwickelte sich auch hier der Ural schnell zum Standardfahrzeug für viele unterschiedliche Aufgaben. Offiziell begann der Import 1969, tatsächlich kamen ab 1964 sogar noch einige Ural-375 der ersten Version in die DDR. Zum Stichtag des 3. Oktober 1990 hatte die NVA noch etwas über 12.600 Exemplare des Ural-375 in diversen unterschiedlichen Ausführungen im Bestand.
Neben der Standardversion mit Pritsche und Plane liefen bei der NVA auch diverse Spezialvarianten, darunter Tankwagen wie das Modell AC 5,5-375 für 5500 l Treibstoff oder die Sattelzugmaschinen Ural-375S und Ural-377S.

## Modellvarianten

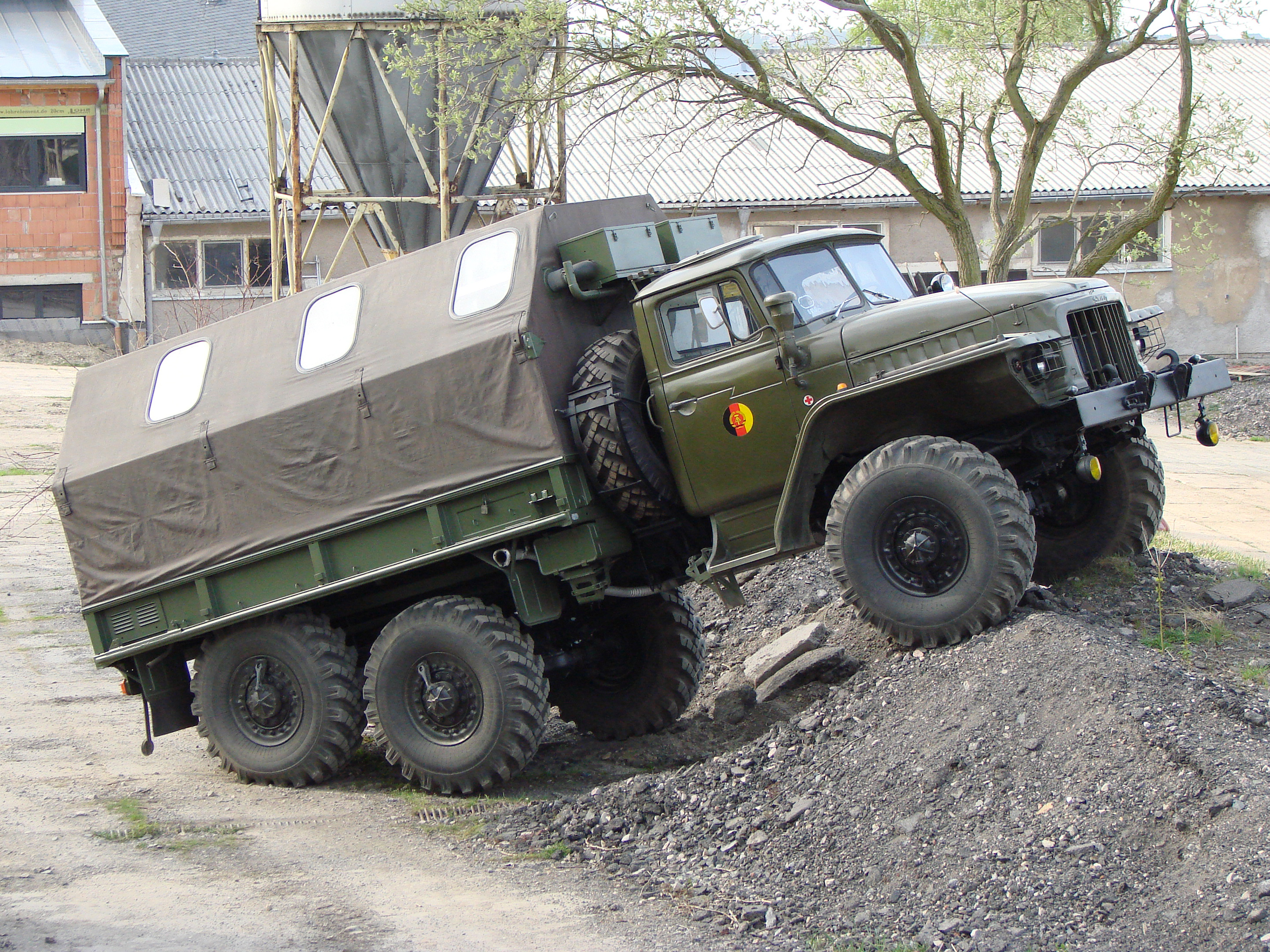
Ural-375D im Gelände

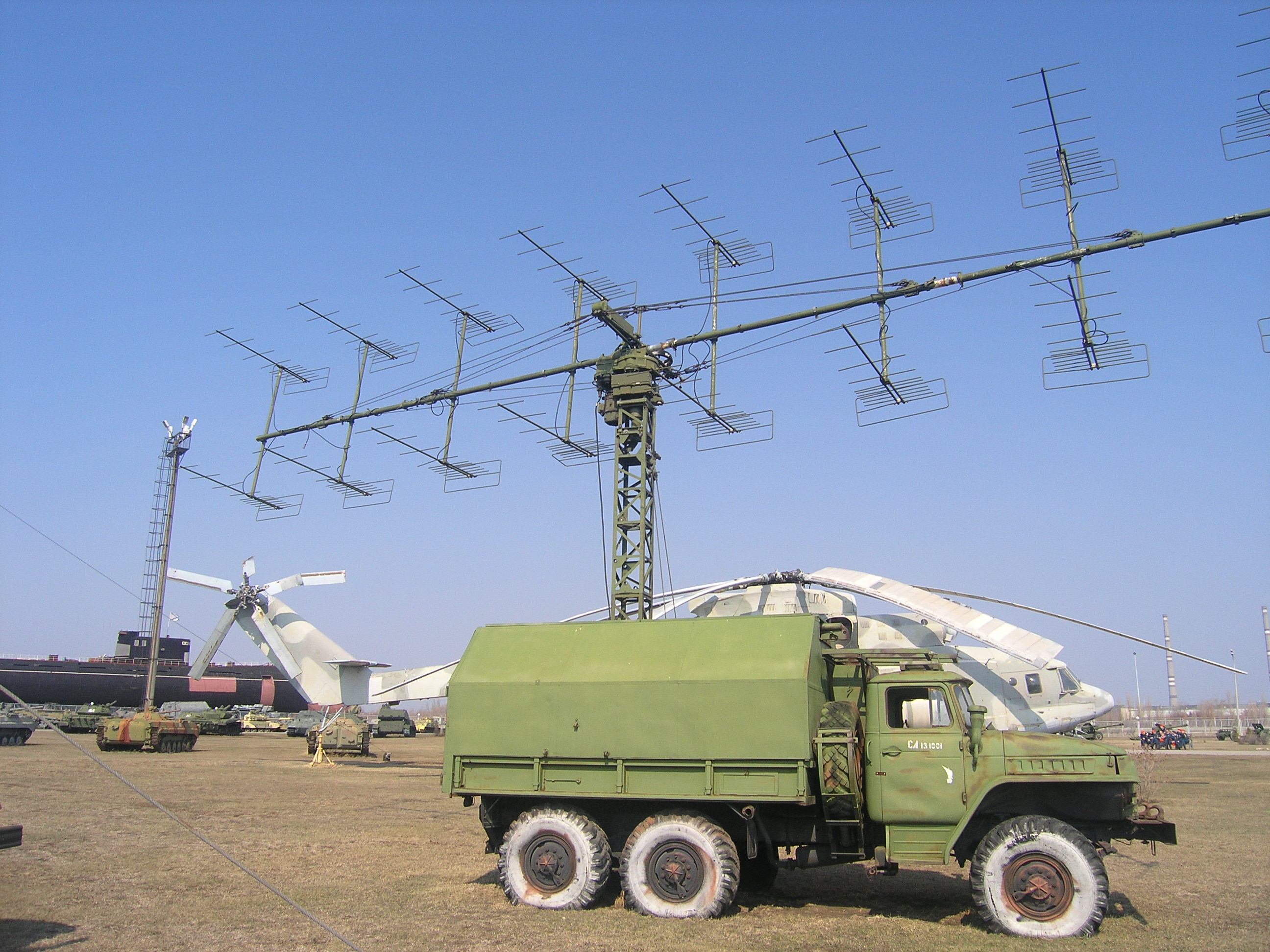
Ural-375D mit Radarsystem P-18

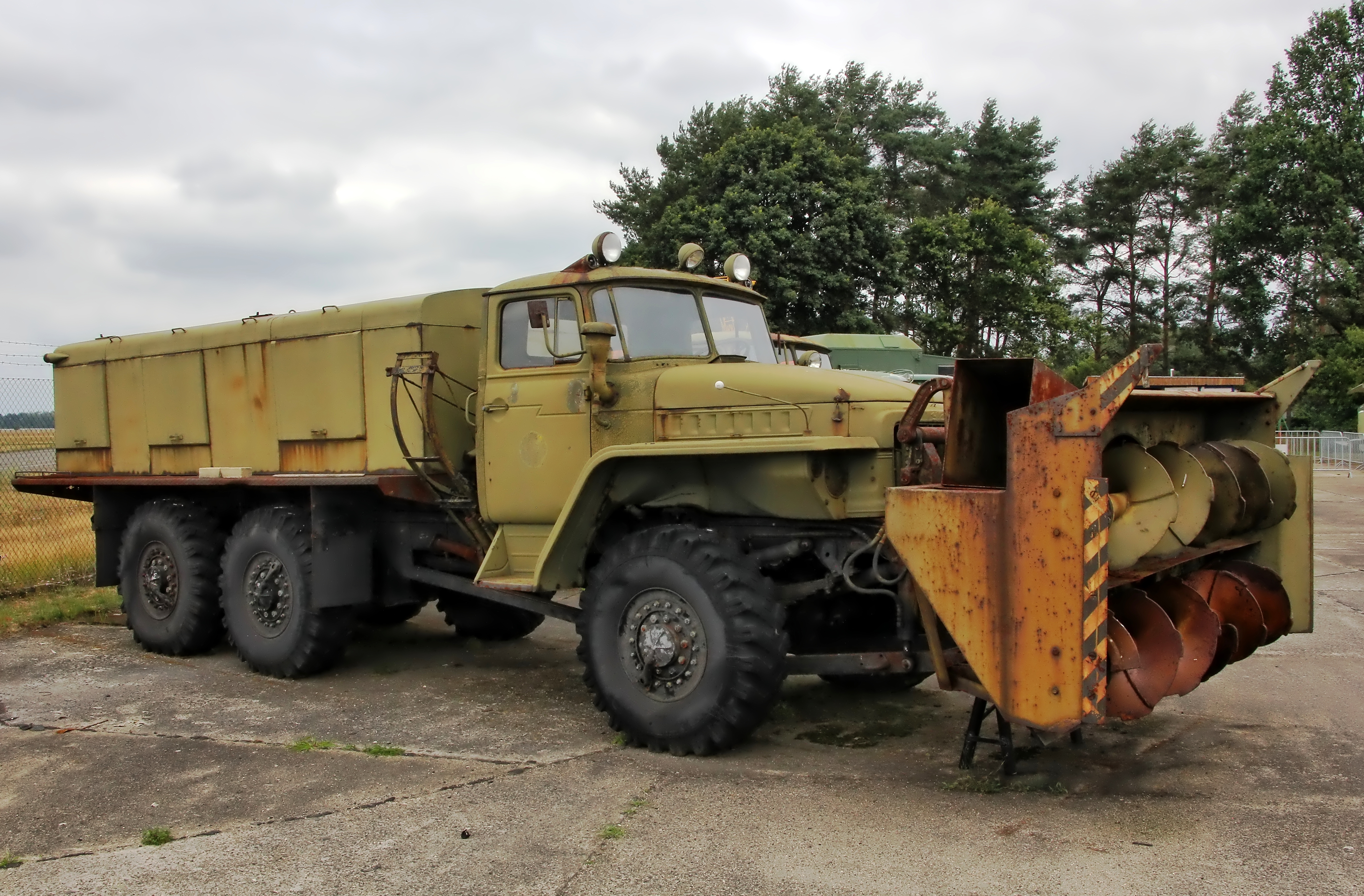
Schneefräse D-902 auf dem Fahrgestell Ural-375E im Luftfahrttechnischen Museum Rothenburg (2019)

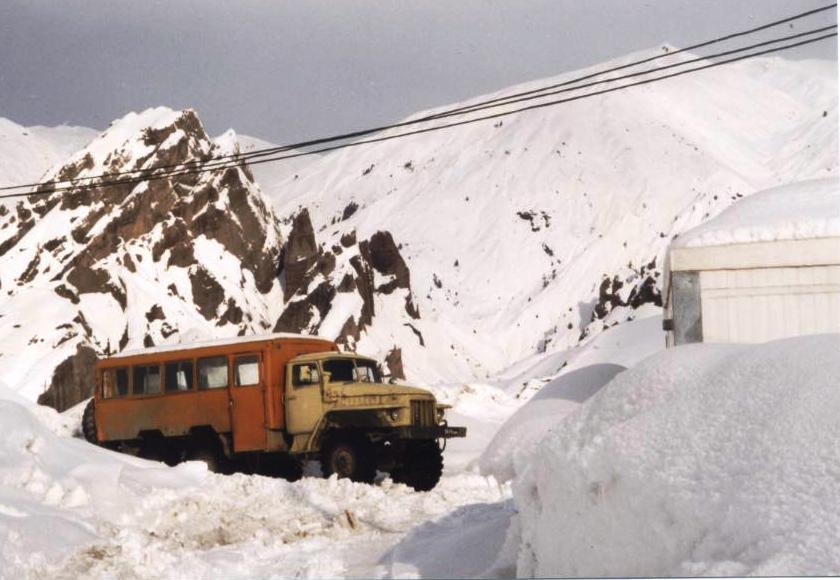
Ural-375D mit Busaufbau

In den mehr als 30 Jahren, in denen der Ural-375 in Serie gebaut wurde, gab es diverse Versionen und Prototypen. Die nachfolgende Liste ist nicht abschließend.
- Ural-375 – Die erste Version des Fahrzeugs wurde von 1961 bis 1965 in Serie gebaut. Von den späteren Varianten unterschied sie sich hauptsächlich dadurch, dass das Dach des Fahrerhauses nicht aus Stahlblech, sondern aus Stoff besteht. Darauf basierend:
  - Ural-375A – Fahrgestell für Kofferaufbauten. Der Rahmen wurde um 33 Zentimeter verlängert und das Ersatzrad ans Heck des Fahrzeugs versetzt. Außerdem entfielen die Seilwinde und der Zusatztank hinter dem Fahrerhaus.
  - Ural-375B – Fahrgestell mit zusätzlichem Getriebeausgang zum Antrieb von Pumpen. Diese Modifikation wurde in den 1960er-Jahren für Tankwagen wie den AZ-5-375 verwendet.[5]
  - Ural-375S – Sattelzugmaschine auf Basis des Ural-375 für Sattelauflieger bis zwölf Tonnen Gesamtgewicht. Der Rahmen wurde um 135 mm eingekürzt.
  - Ural-375T – Experimentalversion für Transportaufgaben mit überarbeiteter Pritsche. Nie in Serie gebaut.
  - Ural-375Ju – Exportversion der ersten Generation für tropische Einsatzgebiete. Speziell isoliert und mit entsprechender Elektrik und Dichtungen ausgestattet.
- Ural-375D – Modell mit überarbeiteter Kabine vom Ural-377 (siehe unten). Im Gegensatz zum ersten Grundmodell wurde auch das Dach nun aus Stahl gefertigt. Gebaut von 1964 bis 1982. Darauf basierend:
  - Ural-375A – Fahrgestell für Kofferaufbauten. Entspricht technisch im Wesentlichen dem Fahrzeug der ersten Generation, nun jedoch mit Ganzmetallkabine.[6]
  - Ural-375E – Fahrgestell für Koffer- und Spezialaufbauten. Um mehr Platz zu gewinnen, wurde das Ersatzrad teilweise unter das Fahrzeug verlegt.
  - Ural-375K – Spezialversion für besonders kalte Einsatzorte. Das Fahrzeug bleibt bis mindestens −60 °C einsatzbereit. Um dies zu erreichen, wurde eine zusätzliche Batterie, eine Standheizung und Doppelverglasung verbaut. Alle Gummiteile sind besonders frostbeständig ausgeführt, auf dem Dach wurde ein zusätzlicher Suchscheinwerfer montiert.
  - Ural-375N – Zivile Version ohne Reifendruckregelanlage und mit geänderter Bereifung. Alle drei Bordwände der Pritsche sind klappbar ausgeführt, gebaut wurde der Lastwagen von 1974 bis 1982.
  - Ural-375DS – auch als Ural-375S-K1[5]  bezeichnet, Sattelzugmaschine, gebaut ab 1974, ansonsten ähnlich dem Ural-375S.
  - Ural-375SN – Sattelzugmaschine auf Basis des Ural-375N. Sattelauflieger bis 18,4 Tonnen können bewegt werden, im Gelände immer noch bis 12,5 Tonnen. Gebaut ab 1974.
  - Ural-375DJu – Exportversion für Länder mit tropischem Klima. Insbesondere wurden elektrische Leitungen und Dichtungen eingesetzt, die für entsprechend heiße und feuchte Umgebungen besonders geeignet sind.
- Ural-375DM – Modernisierte Variante des Ural-375D, gebaut von 1982 bis 1991. Es wurden einteilige Felgen verwendet, außerdem die Beleuchtungsanlage und die Bordwände überarbeitet. Betriebsbereit von −45 bis +40 °C. Darauf basierend:[7]
  - Ural-375DMJu – Version für den Export in die Tropen, betriebsfähig von −20 bis +50 °C
  - Ural-375AM – Modernisierter Ural-375A für Kofferaufbauten, verlängertes Fahrgestell und Ersatzradhalter am Heck.
  - Ural-375EM – Wie Ural-375E, jedoch mit den technischen Überarbeitungen des Ural-375DM.
  - Ural-375KM – Modernisierter Ural-375K für Temperaturen bis −60 °C.
  - Ural-375NM – Modernisierte Version des Ural-375N, gebaut von 1982 bis 1991.
  - Ural-375SM – Überarbeitete Sattelzugmaschine mit hoher Geländegängigkeit.
  - Ural-375SNM – Modernisierte Sattelzugmaschine für (schlechte) Straßen, nicht jedoch für schweres Gelände, ohne Reifendruckregelanlage.
- Ural-377 – Version ohne Allradantrieb und mit einer Zuladung von 7,5 Tonnen. Gebaut ab 1964 oder 1965.
  - Ural-377S – Sattelzugmaschine auf Basis des Ural-377. Etwa 30 Stück fanden auch den Weg zur NVA.

Daneben existieren diverse Sonderaufbauten, zum Beispiel als Kran, Erdbohrgerät, Kommunalfahrzeug, Feuerwehrwagen, Tankwagen, Langholztransporter, Pritschenwagen, Flugfeldfahrzeug, Ölfeldfahrzeug und mit schweren Schneefräsen des Typs D-902. Das Chassis des Ural-375 stellte die Basis des chinesischen Lkw-Modells Shaanxi SX250 dar.

## Technik

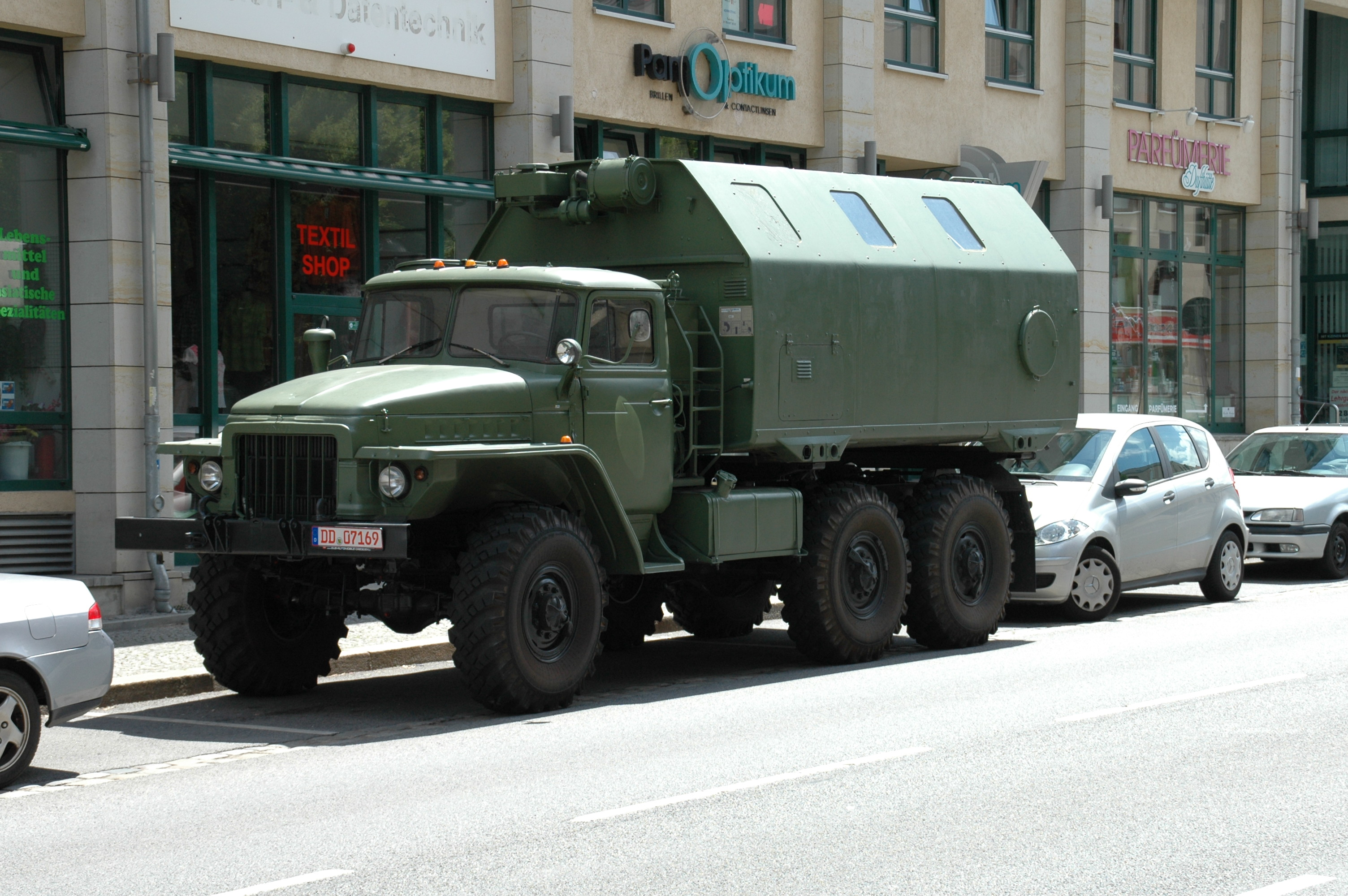
Ural-375D mit leicht absetzbarem Koffer LAK

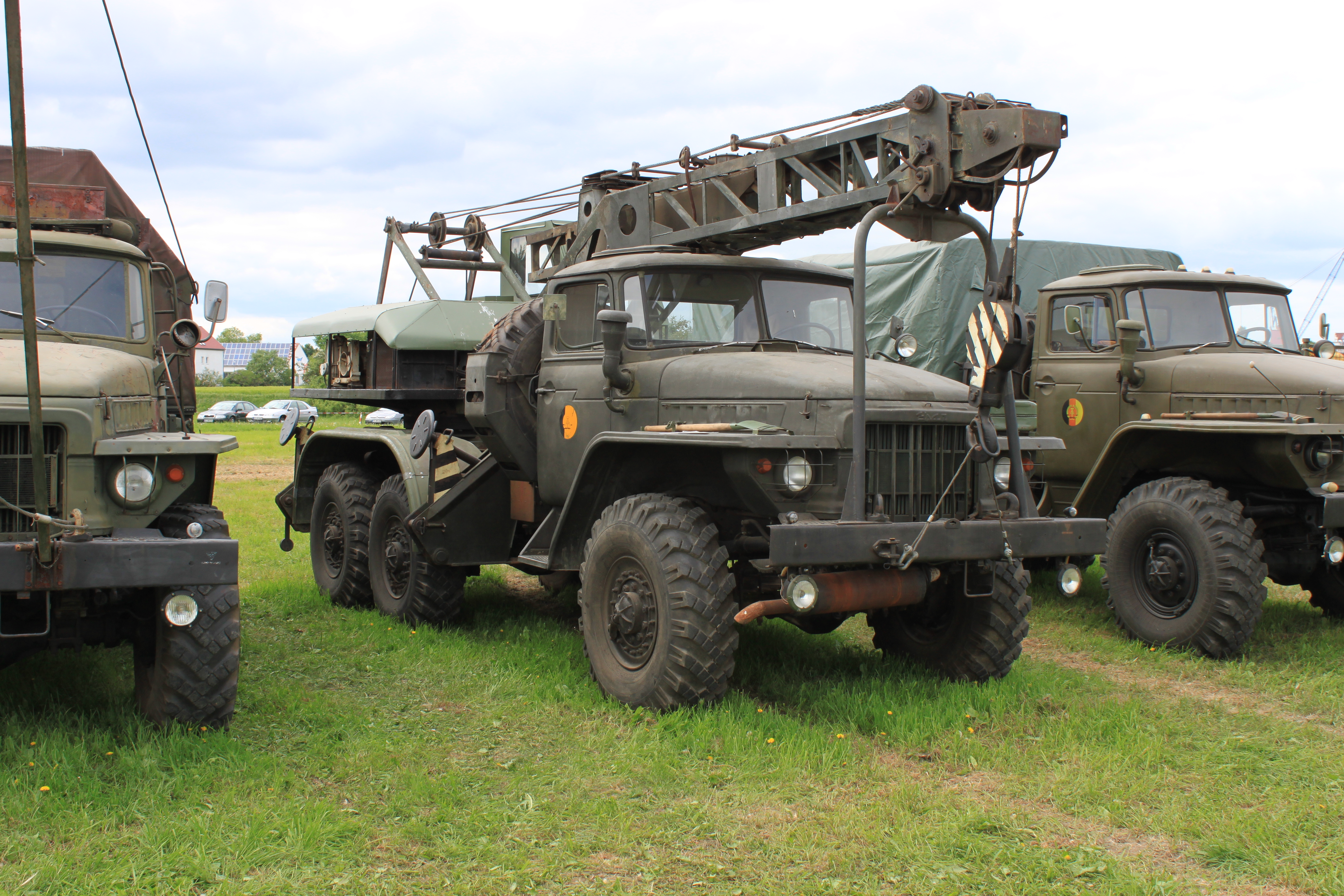
Ural-375D mit Kranaufbau vom Typ ADK 8T210 (2012)

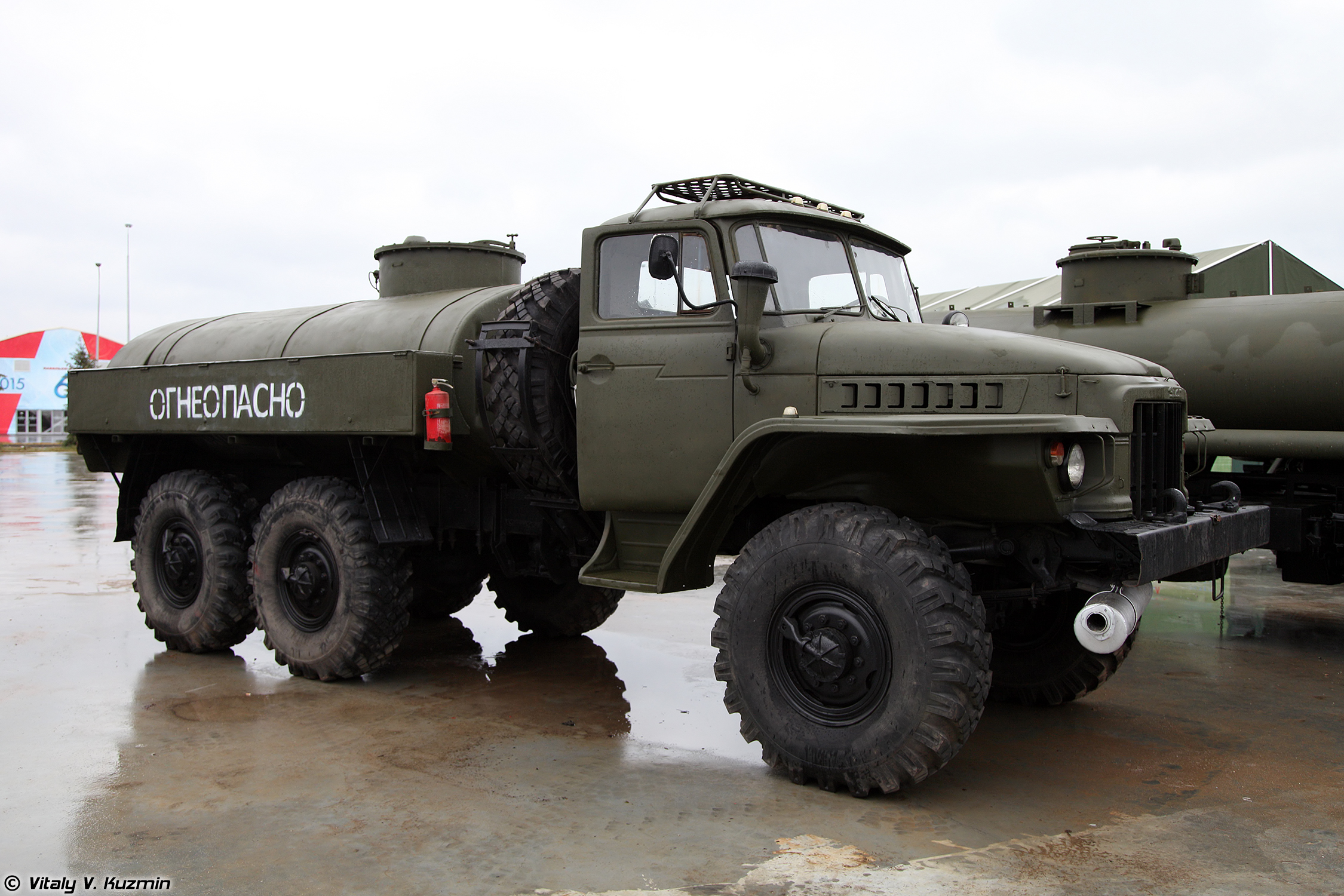
Tankwagen AZ-5,5-375 in einem russischen Museum (2015)

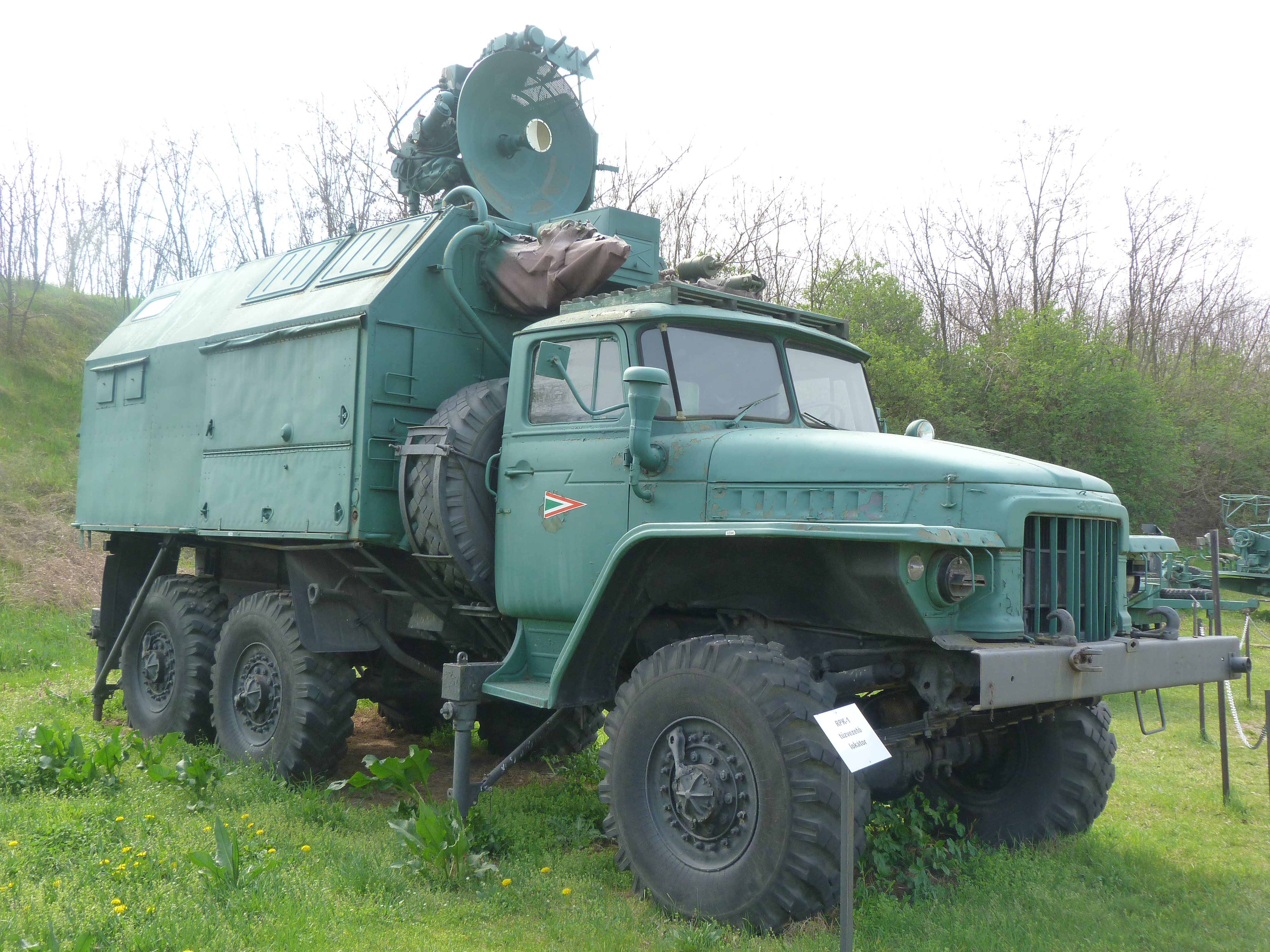
Ural-375D der ungarischen Streitkräfte als Basisfahrzeug des Feuerleitgerätes RPK-1

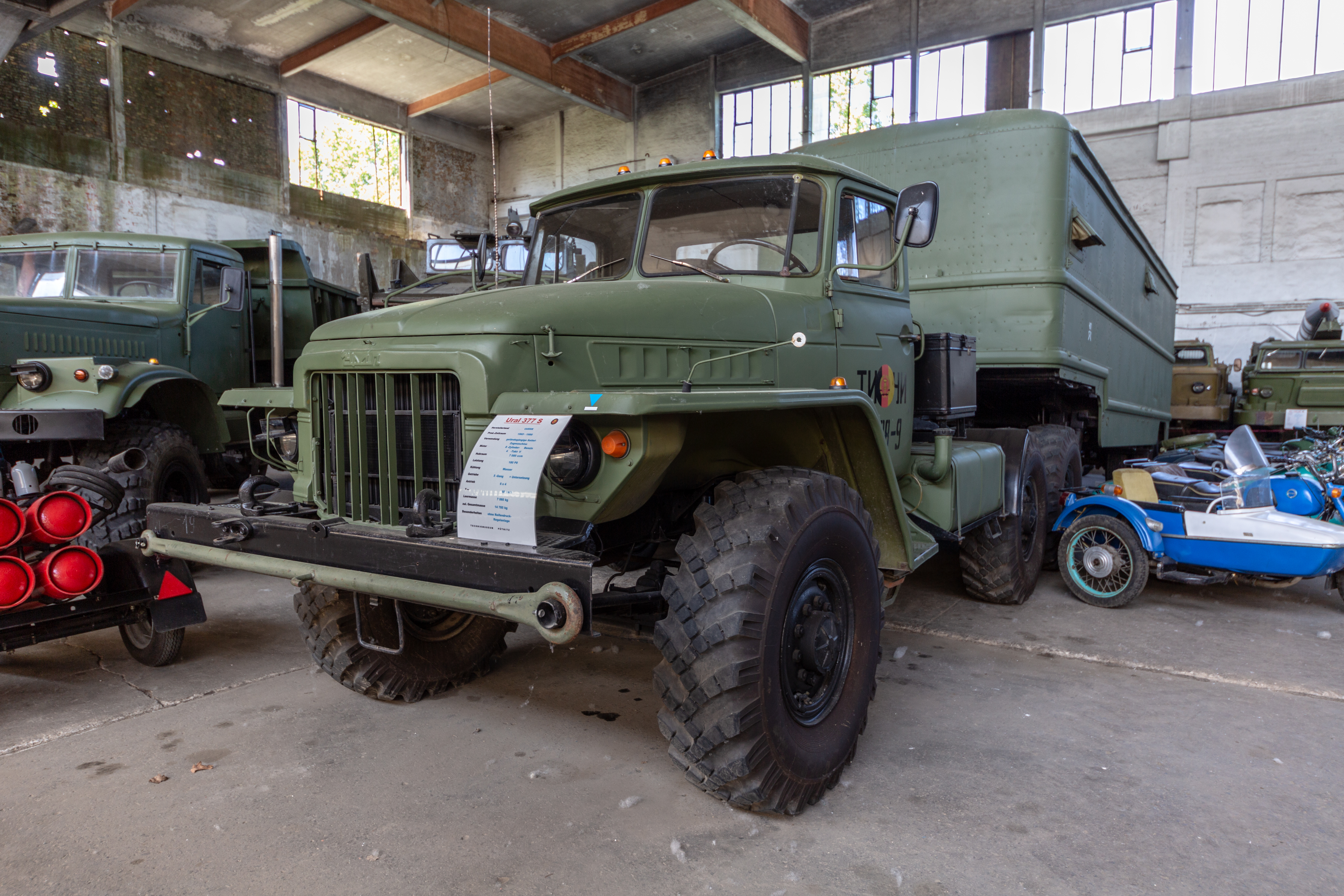
Sattelzugmaschine Ural-377S ohne Allradantrieb aus den Beständen der ehemaligen NVA (2018)

Sämtliche nachfolgenden technischen Angaben und Daten beziehen sich auf das Modell Ural-375D von etwa 1966.
| Länge                                      | 7350 mm                                                   |
| Breite                                     | 2690 mm                                                   |
| Höhe                                       | 2980 mm                                                   |
| Radstand                                   | 3500 + 1400 mm                                            |
| Leergewicht des Fahrgestells mit Seilwinde | mindestens 8400 kg (plus Aufbau)                          |
| Nutzlast                                   | 4800 kg                                                   |
| Zulässige Anhängelast                      | 10.000 kg                                                 |
| Zulässige Gesamtmasse                      | 13.200 kg                                                 |
| Höchstgeschwindigkeit, voll beladen        | 75 km/h                                                   |
| Kraftstoffvorrat                           | 300 l + 60 l optional                                     |
| Mittlerer Fahrbereich inkl. Reserve        | 500–550 km                                                |
| Mittlerer Kraftstoffverbrauch              | 45–50 l/100 km                                            |
| Rahmen                                     | genietete Längs- und Querträger                           |
| Anhängevorrichtungen                       | zwei starre Schlepphaken vorn, gepuffertes Zugmaul hinten |
| Bereifung                                  | Schlauchreifen 14.00-20 für veränderbaren Luftdruck       |
| Felge                                      | dreiteilig, 10-20                                         |
| Reifendruck, verstellbar von … bis         | 0,5–3,2 kp/cm2                                            |
| Steigfähigkeit bei voller Masse            | 30°                                                       |
| Minimaler Wendekreis                       | 21 m                                                      |
| Wattiefe                                   | 1,5 m                                                     |

### Motor
Als Motor dient ein V8-Viertakt-Ottomotor. Prototypen erhielten einen Motor des Typs ZIL-6E129 (ЗИЛ-6Э129), der aus rund 7 Litern Hubraum eine Leistung von 132 kW schöpft. Bei den Serienfahrzeugen wurde ein Motor vom Typ ZIL-375 (ЗИЛ-375) eingesetzt. Der ZIL-375 unterscheidet sich nur geringfügig vom ZIL-6E129 durch einen anderen Vergaser und eine andere Motoreinstellung; der ZIL-375 hat dieselbe Nennleistung von 132 kW (180 PS), ist aber deutlich elastischer. In der NVA (Nationale Volksarmee) waren die Motoren auf eine Höchstleistung von 128 kW (175 PS) gedrosselt. Der Motor wurde auf höchste Drehzahlelastizität optimiert und verbraucht auf der Straße etwa 45 Liter auf 100 Kilometer bei einer konstanten Geschwindigkeit von 60 km/h. Im Gelände kann der Verbrauch ungefähr auf das Doppelte ansteigen, wobei hier auch mit Untersetzung, höheren Drehzahlen und niedrigen Gängen gefahren wird.
| Motortyp                                     | ZIL-375                                         |
| -------------------------------------------- | ----------------------------------------------- |
| Bauart                                       | Achtzylinder-Viertakt-Otto, flüssigkeitsgekühlt |
| Gemischaufbereitung                          | Vierfachvergaser Typ K-89A                      |
| Zugelassener Kraftstoff                      | Vergaserkraftstoff mit mindestens 76 Oktan      |
| Bauform                                      | 90°-V-Achtzylinder                              |
| Nennleistung                                 | 132 kW (180 PS) bei 3200 min−1                  |
| Gesamthubraum                                | 6959 cm3                                        |
| Bohrung × Hub                                | 108 × 95 mm                                     |
| Verdichtungsverhältnis                       | 6,5:1                                           |
| Höchstes Drehmoment                          | 466 N·m bei 1800 min−1                          |
| Niedrigster spezifischer Kraftstoffverbrauch | 326,4 g/kWh (240 g/PSh)                         |
| Niedrigste Leerlaufdrehzahl                  | 400–500 min−1                                   |
| Höchste Dauerdrehzahl                        | 3000 min−1                                      |
| Zündfolge, Gesamtmotor                       | 1–5–4–2–6–3–7–8                                 |
| Zylinderreihenfolge Zylinderbank links       | 1–2–3–4                                         |
| Zylinderreihenfolge Zylinderbank rechts      | 5–6–7–8                                         |
| Drehsinn der Kurbelwelle                     | rechts                                          |
| Öldruck bei betriebswarmem Motor             | 1 bis 5,5 bar                                   |
| Ventilsteuerung                              | OHV, zwei Ventile je Zylinder                   |
| Schmiersystem                                | Druckumlauf / Spritzöl                          |
| Kraftstoffförderung                          | Membranpumpe                                    |
| Kraftstofffilter                             | zweistufig grob/fein mit Wasserabscheider       |

Der gleiche Motor wurde auch im deutlich schwereren ZIL-135 verbaut. Allerdings nutzte das Fahrzeug gleich zwei der Triebwerke. Auch im Experimentalfahrzeug ZIL-E167 wurden zwei Motoren vom Typ ZIL-375 verbaut, die genau wie im ZIL-135 je die Räder der linken beziehungsweise rechten Seite antreiben.

### Getriebe und Kraftübertragung
Der Ural-375D hat drei starre, permanent angetriebene Achsen mit großer Einzelbereifung und einem sperr- und untersetzbaren Verteilergetriebe. Die hohe Geländegängigkeit wird durch die typische Bereifung mit Ackerschlepperprofil und den während der Fahrt veränderbaren Reifendruck erreicht. Der Lkw hat ein handgeschaltetes Fünfganggetriebe und ein nachgeschaltetes Verteilergetriebe mit zwei Gängen. Dadurch stehen effektiv zehn Gänge zur Verfügung. Alle drei Achsen werden permanent angetrieben. Sie sind an Blattfedern aufgehängt, hinten als Bogie-Doppelachse, das heißt die Blattfedern sind in der Mitte drehbar gelagert und die Achsen an den Enden befestigt.
| Antriebskonzept, Antriebsformel | permanent Allrad, 6×6                                                |
| Kupplung                        | Zweischeiben-Trockenkupplung                                         |
| Wechselgetriebe                 | JaMZ-204U, mechanisch, fünf Gänge + R-Gang, 1. Gang unsynchronisiert |
| Übersetzungen                   | 5,62 / 2,89 / 1,64 / 1,00 / 0,724 / R=5,3                            |
| Verteilergetriebe               | mechanisch, Zweigang, sperrbar                                       |
| Übersetzung Straße / Gelände    | 1,3 / 2,15                                                           |
| Drehmomentverteilung VA:HA      | 1:2                                                                  |
| Gelenkwellen                    | offen, nadelgelagert                                                 |
| Achsenantrieb                   | zweistufiges Getriebe, ohne Sperre                                   |
| Gesamtübersetzung der Achsen    | 8,90                                                                 |

### Elektrische Anlage
Um eine hohe Geländegängigkeit zu erreichen, war es unter anderem notwendig, Teile der elektrischen Anlage wasserdicht auszulegen. Bei einigen Versionen wurden zudem spezielle Kabel verwendet, die auch extremer Hitze oder Kälte standhalten.
| Verdrahtung       | Einleiter, Minus an Masse                   |
| Betriebsspannung  | 12 V                                        |
| Generator         | wasserfest, Wechselstrom, 40 A              |
| Spannungsregelung | elektronischer Halbleiterregler, kontaktlos |
| Batterien         | 12 V, 140 Ah                                |
| Motoranlasser     | 80 A mit Magnetschalter                     |
| Scheinwerfer      | H4 Halogen 55/65 Watt, wasserdicht          |

### Sonderausrüstung
Auf Bestellung und gegen Aufpreis konnte der Ural-375D mit diverser zusätzlicher Technik ausgerüstet werden. Dazu zählte insbesondere eine am Heck angebrachte Seilwinde, die über ein Abzweiggetriebe vom Motor des Fahrzeugs angetrieben wurde. Bei einer Seillänge von 65 m und einer Seildicke von 17,5 mm war sie in der Lage, eine maximale Kraft von 70 kN aufzubringen. Dies entspricht einer frei aushebbaren Last von knapp sieben Tonnen. Das Abzweiggetriebe konnte auch einzeln beschafft werden, 40 % der Motorleistung waren daraus entnehmbar.
Zur Zusatzausstattung gehörte des Weiteren ein 60-Liter-Zusatztank, eine Hydraulik für das Herablassen des Ersatzrads, eine Heizung für das Fahrerhaus sowie zusätzliche Abdichtungen verschiedener Antriebskomponenten für tiefe Wasserdurchfahrten. Außerdem konnte eine benzingetriebene Motorheizung mit 17 Kilowatt Leistung geordert werden, die auf Kühlflüssigkeit und Motoröl wirkt. So bleibt das Fahrzeug auch bei extrem tiefen Temperaturen bis −65 °C startbereit. Die Vorwärmzeit beträgt in diesem Fall 30 min.